# Hotellingsche T-Quadrat-Verteilung
Die Hotellingsche T-Quadrat-Verteilung ist eine Wahrscheinlichkeitsverteilung, die 1931 von Harold Hotelling erstmals beschrieben wurde. Sie ist eine Verallgemeinerung der Studentschen t-Verteilung.

## Definition
Die quadratische Form
{\displaystyle t^{2}=n({\mathbf {x} }-{\mathbf {\mu } })'{\mathbf {W} }^{-1}({\mathbf {x} }-{\mathbf {\mu } })\sim T(p,n-1)}
folgt einer Hotellingschen T-Quadrat-Verteilung mit
- {\displaystyle n} einer Anzahl von Punkten
- {\displaystyle {\mathbf {x} }} ist ein Spaltenvektor mit {\displaystyle p} Elementen
- {\displaystyle {\mathbf {W} }} ist eine {\displaystyle p\times p}-Kovarianzmatrix

## Eigenschaften
Es sei {\displaystyle x\sim N_{p}(\mu ,{\mathbf {V} })} eine Zufallsvariable mit einer multivariaten Normalverteilung und {\displaystyle {\mathbf {W} }\sim W_{p}(m,{\mathbf {V} })} (unabhängig von {\displaystyle x}) habe eine Wishart-Verteilung mit einer nicht-singulären Kovarianzmatrix {\displaystyle \mathbf {V} } und mit {\displaystyle m=n-1}. Dann ist die Verteilung von {\displaystyle t^{2}}: {\displaystyle T^{2}(p,m)}, Hotellingsche T-Quadrat-Verteilung mit Parametern {\displaystyle p} und {\displaystyle m}.
Für die F-Verteilung {\displaystyle F} gilt:
{\displaystyle {\frac {m-p+1}{pm}}T^{2}\sim F_{p,m-p+1}}.
Unter der Annahme, dass
{\displaystyle {\mathbf {x} }_{1},\dots ,{\mathbf {x} }_{n}}
{\displaystyle p\times 1}-Spaltenvektoren mit reellen Zahlen sind.
{\displaystyle {\overline {\mathbf {x} }}=(\mathbf {x} _{1}+\cdots +\mathbf {x} _{n})/n}
sei der Mittelwert. Die positiv definite {\displaystyle p\times p}-Matrix
{\displaystyle {\mathbf {W} }=\sum _{i=1}^{n}(\mathbf {x} _{i}-{\overline {\mathbf {x} }})(\mathbf {x} _{i}-{\overline {\mathbf {x} }})'/(n-1)}
sei ihre Stichproben-Kovarianzmatrix. (Die Transponierte einer Matrix {\displaystyle M} sei mit {\displaystyle M'} bezeichnet). {\displaystyle \mu } sei ein {\displaystyle p\times 1}-Spaltenvektor (bei Anwendung ein Schätzer des Mittelwertes). Dann ist die Hotellingsche T-Quadrat-Verteilung
{\displaystyle t^{2}=n({\overline {\mathbf {x} }}-{\mathbf {\mu } })'{\mathbf {W} }^{-1}({\overline {\mathbf {x} }}-{\mathbf {\mu } }).}
{\displaystyle t^{2}} hat eine enge Beziehung zum quadrierten Mahalanobis-Abstand.
Wenn {\displaystyle {\mathbf {x} }_{1},\dots ,{\mathbf {x} }_{n}\sim N_{p}(\mu ,{\mathbf {V} })} unabhängig sind und {\displaystyle {\overline {\mathbf {x} }}} und {\displaystyle {\mathbf {W} }} wie oben definiert sind, dann hat {\displaystyle {\mathbf {W} }} eine Wishart-Verteilung mit {\displaystyle n-1} Freiheitsgraden, so dass
{\displaystyle \mathbf {W} \sim W_{p}(V,n-1)}
und ist unabhängig von {\displaystyle {\overline {\mathbf {x} }}} und
{\displaystyle {\overline {\mathbf {x} }}\sim {\mathcal {N}}_{p}(\mu ,V/n)}.
Daraus folgt
{\displaystyle t^{2}=n({\overline {\mathbf {x} }}-{\mathbf {\mu } })'{\mathbf {W} }^{-1}({\overline {\mathbf {x} }}-{\mathbf {\mu } })\sim T^{2}(p,n-1).}